# Џон Робертс
Џон Главер Робертс Млађи (енгл. John Glover Roberts Jr., Буфало, 27. јануар 1955) амерички је правник. Од 2005. обавља функцију 17. председника Врховног суда Сједињених Америчких Држава. Након смрти Вилијама Ренквиста, на ту функцију именовао га је тадашњи председник САД Џорџ В. Буш. Робертсово именовање је потврђено у Сенату САД гласовима 78 сенатора, док су 22 сенатора гласала против.
Када је преузео дужност, Робертс је имао 50 година по чему је трећи најмлађи председник у историји суда (само Џон Џеј и Џон Маршал су били млађи у тренутку ступања на дужност). Припада конзервативној већини.

## Биографија
Рођен је 27. јануара 1955. у католичкој породици у Буфалу. Отац му је пореклом Ирац и Велшанин, а мајка Словакиња из Мађарске. Има две млађе сестре, као и једну старију. Детињство је провео у Хамбургу где му је отац радио као електричар. Дипломирао је на Универзитету Харвард.